# Midnite Vultures
Pour les articles homonymes, voir Midnite (homonymie).
Albums de Beck
Mutations
(1998) Sea Change
(2002)
Midnite Vultures est le septième album de Beck Hansen sorti le 22 novembre 1999 et son quatrième album chez Geffen Records.
Après le « retour aux sources » que présentait le précédent opus, Beck choisit ici de s'orienter vers un son dansant, axé funk et latino. Cet éclectisme propre à l'œuvre du chanteur et multi-instrumentiste, et bien qu'à l'origine du succès de l'album Odelay (premier succès, en 1994), ne parvint pas cette fois à remporter l'unanimité. Toutefois les ventes restent correctes (plus de 740 000 copies écoulées aux États-Unis) et les critiques, globalement satisfaites.
Il atteindra la 34e place des charts américains et la 19e au Canada, et sera nommé aux Grammy Awards de 2001 (mais battu par Two Against Nature de Steely Dan).

## Autour de l'album
« Mon prochain album sera festif, avec des sons débiles, des chansons débiles et des paroles débiles » avait-il annoncé après la sortie de Mutations, et en effet, dès les premières notes de Sexx Laws, principal single qui ouvre le disque, le ton est donné, alors que l'esprit de Prince plane ouvertement sur des titres comme Peaches and Cream ou Debra (inspiré par le hit Raspberry Beret), mêlant cuivres entêtants et voix haut-perchée.

## Titres
Toutes les chansons sont écrites et composées par Beck Hansen, sauf indication contraire.
| No  | Titre                                                                            | Auteur                                                 | Durée        |
| --- | -------------------------------------------------------------------------------- | ------------------------------------------------------ | ------------ |
| 1.  | Sexx Laws                                                                        |                                                        | 3:40         |
| 2.  | Nicotine & Gravy                                                                 |                                                        | 5:12         |
| 3.  | Mixed Bizness                                                                    |                                                        | 4:10         |
| 4.  | Get Real Paid                                                                    |                                                        | 4:20         |
| 5.  | Hollywood Freaks                                                                 | - Beck Hansen - John King - Michael Simpson            | 3:59         |
| 6.  | Peaches & Cream                                                                  |                                                        | 4:54         |
| 7.  | Broken Train                                                                     |                                                        | 4:11         |
| 8.  | Milk & Honey                                                                     | - Beck Hansen, Buzz Clifford                           | 5:19         |
| 9.  | Beautiful Way                                                                    |                                                        | 5:43         |
| 10. | Pressure Zone                                                                    |                                                        | 3:06         |
| 11. | Debra (après 7 min 13 s de silence apparaît l'instrumental caché Arabian Nights) | - Ed Green - Beck Hansen - John King - Michael Simpson | 13:46 (5:30) |